# Кантемир-мурза
Кан-Темир (Кантемир, Кантимур) (ум. 10 июля 1637) — ногайский (крымскотатарский) военный и политический деятель, основатель и первый глава Буджакской (Аккерманской или Белгородской) орды. Прозван «Ханом Темиром» и «Кровавым Мечом». Один из беев ногайского рода Мансур. Вёл свою родословную от знаменитого золотоордынского темника и основателя Ногайской орды Едигея (1352—1419) и его сына Мансура (ум. 1427). Вероятный родоначальник молдавского княжеского рода Кантемиров.

## Биография
Кантемир-мурза был сыном Араслан-мурзы и внуком знаменитого ногайского мурзы Дивея (ум. 1575), который совершал многочисленные набеги на южнорусские владения, участвовал в 1572 году в битве при Молодях и скончался в русском плену.
В начале XVII века ногайские племена, гонимые голодом из бедных районов Северного Крыма, стали расселяться по Буджакской степи, в южной части междуречья Днестра и Дуная. Во главе ногайских переселенцев находились мансуровские мурзы.
Буджацкие (белгородские) ногайцы, расселившись на новых степных территориях, стали совершать систематические опустошительные набеги на близлежащие польские и молдавские земли. В Польше Кантемир-мурза получил прозвище «Кровавый Меч».
В январе 1606 года Кантемир-мурза, во главе 10-тысячной ногайской орды, совершил свой первый рейд на южные польские владения и стал разорять Подолье.
Польный гетман коронный Станислав Жолкевский собрал 10-тысячное польское ополчение и выступил против противника. 25 января, в бою под Немировом, поляки разбили крупный ногайский отряд, а 28 января в битве под Кальником разгромили «кош» (главные силы) Кантемир-мурзы. В той битве погибло пять ногайских мурз.
В 1610 году Кантемир-мурза, вместе с братом Богатырь-Гиреем Дивеевым, во главе 10-тысячного ногайского войска, совершили поход на южные земли Русского царства, захватив там большую добычу и пленников для продажи.
Мурзы Кантемир и Богатырь Дивеевы прибыли по приглашению московского царя Василия IV Шуйского и должны были оказать помощь в борьбе против польско-литовских интервентов и сторонников Тушинского вора. Ногайцы стали лагерем под Серпуховом. Василий Шуйский отправил к ним в лагерь русское посольство, под руководством князя Бориса Лыкова-Оболенского, с подарками. Посольство защищал небольшой стрелецкий отряд. Вероломные татары захватили царские дары, ограбили послов и вынудили стрельцов отступить в столицу.
В июле 1612 года Кантемир-мурза, во главе татарско-турецкой армии, оккупировал Молдавию и разгромил в битве под Сасовым Рогом на р. Прут польско-молдавское войско под командованием господаря Константина Могилы и старосты каменецкого Стефана Потоцкого. Молдавский господарь Константин Могила был взят в плен и отправлен в Крым.
В 1617—1618 годах Кантемир-мурза во главе Буджацкой орды совершил два разорительных набега на южные польские владения.
В сентябре — октябре 1620 года в боях под Цецорой в Молдавии Кантемир-мурза с буджацкими татарами участвовал в разгроме 10-тысячного польского войска под командованием великого гетмана коронного Станислава Жолкевского. После победы крымскотатарская орда переправилась через Днестр и вторглась в южные польские владения. Крымцы и ногайцы разорили окрестности Львова, Галича, Ярослава, Вишневца, Дубно, Острога и Заслава, захватив более ста тысяч пленников.
Весной 1621 года Кантемир-мурза во главе Буджацкой орды совершил новый разорительный набег на польские земли и опустошил Галицию. В сентябре того же 1621 года Кантемир-мурза отличился во время боёв турецко-татарской армии с польско-казацким войском под Хотином. Султан Осман II (1618—1622), лично командовавший турецкой армией в Хотинской битве, назначил буджацкого мурзу Кантемира бейлербеем (наместником) Силистрии. Крымский хан Джанибек Герай (1610—1623), недовольный подобным усилением Кантемира-мурзы, безуспешно протестовал против этого назначения.
В июне 1623 года Кантемир-мурза, во главе Буджацкой орды, пройдя Галицию, прорвался вглубь собственно-польской территории и вышел к Висле, разграбив окрестности Тарнува и Сандомира в Краковском воеводстве.
В 1623 году новый османский султан Мустафа I (1622—1623) отстранил от власти крымского хана Джанибека Герая и посадил на ханский престол в Бахчисарае Мехмеда III Герая (1623—1628).
В том же 1623 году между Османской империей и Речью Посполитой был заключён мирный договор. Однако Кантемир-мурза продолжал нарушать мир и совершать набеги на польские земли. В июле 1623 года великий визирь лишил Кантемира-мурзу должности силистрийского бейлербея, а новый крымский хан Мехмед Герай, собрав большое войско, выступил в карательный поход на Буджак. Мехмед Герай планировал переселить Буджацкую орду на кочевья в древние Кипчакские степи у Молочных Вод. Осенью 1623 года Кантемир-мурза был вынужден подчиниться и вместе с 30 тысячами ногайцев перекочевать из Буджака на восток, в Кипчакские степи.
Зимой 1623—1624 годов Кантемир-мурза, во главе Буджацкой орды, опустошил обширную польскую территорию. Ногайцы дошли до Белзской и Холмской земель, Люблинского и Сандомирского воеводств. В июне 1624 года буджацкие ногайцы, под предводительством Кантемира, совершили новый разорительный набег на южные польские земли. Ногайцы прорвались в Малую Польшу, где разграбили окрестности Сендзишува и Кросно. 20 июня 1624 года Кантемир-мурза потерпел поражение от польской армии под командованием польного гетмана коронного Станислава Конецпольского под Мартыновом.
Летом 1624 года, воспользовавшись борьбой за ханский престол между Мехмедом Гераем и Джанибеком Гераем (вторично назначенным Портой крымским ханом), Кантемир-мурза с буджакской ордой перекочевал из Таврии обратно в Буджакскую степь. Калга Шахин Герай, брат Мехмеда Герая, совершил поход на Буджак, занял крепость Аккерман и заставил Кантемир-мурзу с ордой вернуться в пределы Крымского ханства.
Весной 1626 года, по приказу крымского хана Мехмеда Герая, буджакский мурза Кантемир возглавил новый разорительный набег на южные польские земли и разграбил Подолию.
Весной 1627 года Кантемир-мурза с семьей и некоторыми родственниками бежал из Крыма в Буджак.
Калга Шахин Герай отправил в погоню за ними тысячный татарский отряд. Кантемир-мурза перебил двести татар — а пятьсот перешло на его сторону.
В ответ калга арестовал и казнил семьи бежавших ногайских мурз. Кантемир-мурза отправился из Буджака в Стамбул, где попросил султана изгнать крымского хана Мехмеда Герая и посадить на ханский престол в Крыму Джанибека. В апреле 1628 года калга Шахин Герай с татарским войском опустошил буджацкие улусы и захватил пограничные турецкие крепости Килию и Измаил.
Под Бабадагом калга-султан Шахин Герай был разгромлен 30-тысячной армией под командованием Кантемир-мурзы.
Кантемир-мурза стремился выйти из-под власти Крымского ханства и вернуться на свои старые кочевья в Буджак. В 1628 году крымский хан Мехмед III Герай и его брат, калга Шахин Герай, подняли восстание против турецкого владычества. Тогда османский султан Мурад IV (1623—1640) в 1628 году назначил крымским ханом Джанибека Герая. 29 апреля 1628 года Кантемир-мурза с ногайским войском ворвался в Крым и осадил Бахчисарай, где укрылись хан Мехмед III Герай и калга Шахин Герай. В течение трёх недель Кантемир-мурза осаждал ханскую столицу. В конце мая на помощь крымскому хану Мехмед Гераю прибыл запорожский гетман Михаил Дорошенко с казацким войском (от 4 до 6 тыс. чел.). В битве на реке Альма, под Бахчисараем, запорожские казаки разгромили ногайскую конницу Кантемир-мурзы. Запорожцы, потеряв в сражении своего гетмана Михаила Дорошенко и до 100 казаков, выбили Кантемира-мурзу из его табора и сняли осаду с Бахчисарая. Сам Кантемир бежал в турецкую крепость Кафу. Крымский хан Мехмед III Герай с казацким войском осадил Кафу и стал обстреливать крепость из артиллерии. 21 июня 1628 года в Кафе высадился Джанибек Герай с турецким войском — и 9 июня захватил Бахчисарай, где вторично занял ханский престол. Братья Мехмед III Герай и Шахин Герай бежали в Азов, а оттуда перебрались в Запорожье. В 1628—1629 годах Кантемир-мурза на стороне крымского хана Джанибека Герая воевал против Мехмеда III Герая и Шахина Герая, которые при помощи запорожских казаков пытались вернуть себе власть в Крымском ханстве.
Турецкое правительство высоко оценило услуги Кантемир-мурзы. Султан вернул ему титул визиря — "правителя берегов Чёрного моря и устья Дуная с Силистрией и Аккерманом.
Предположительно, летом 1628 года ногайская конница Кантемир-мурзы уничтожила хутор Харьков, основанный в 1626 году легендарным атаманом Харько. Ногайцы подожгли хутор с четырёх сторон. В неравном бою почти все «харьковцы» сложили свои головы. Раненный атаман был спасён горсткой уцелевших казаков, которые сумели вырваться в степь из объятого пламенем хутора: для того, чтоб всего на несколько часов отсрочить свою смерть. На берегу Северского Донца харьковцы столкнулись с ногайским разъездом. «Засвистали пули, блеснули клинки… Заржал атаманский конь, пронзённый крымской стрелою. И — вместе с седоком — рухнул с крутояра в речную быстрину! Так гласит предание о гибели атамана Харько. Ни могильного камня над его прахом, ни записи в церковном синодике! Только смутная народная память… Ушёл в вечность доблестный атаман. По земным же его следам двинулись другие герои… И пепелищу Харьковскому уготована была незаурядная будущность!».
Осень 1628 года Кантемир-мурза посвятил борьбе за власть с могущественными беями из клана Ширин, занимавшими первенствующее место при дворе крымских ханов. В сентябре 1628 года, с согласия Джанибека Герая, Кантемир-мурза умертвил в Кафе (Феодосии) родственников ширинского мурзы Азамата. Сам Азамат-бей, однако, спасся бегством из Крыма в Турцию — а Кантемир присвоил себе его двор и поселился в нём, раздав уделы ширинских мурз своим родственникам Мансурам. Летом 1629 года Кантемир-мурза удалился из Крыма в Буджак.
В августе 1629 года крымский хан Джанибек Герай (1628—1635) организовал большой поход на южные владения Речи Посполитой. 20-тысячная татарская орда, под предводительством калги Девлета Герая и Кантемира-мурзы, вторглась на Украину. Прежде всего, крымские и буджацкие татары стали опустошать Подолию. Они разорили множество местечек и селений, убивая и захватывая в плен жителей. Великий коронный стражник Стефан Хмелецкий с польскими хоругвями и гетман Григорий Чёрный с казацкими полками уничтожали отдельные татарские и ногайские отряды, рассеявшиеся для грабежа и захвата пленников. 9 октября 1629 года в битве при Гнилой Липе поляки и украинские казаки наголову разбили главный семитысячный татарский «загон», под руководством сына Кантемира. Победители перебили большинство татар и освободили десять тысяч пленников. В этом неудачном походе крымские татары и буджацкие ногайцы потеряли убитыми и пленными до пятнадцати тысяч человек. Среди убитых находился Мамбет-бей, сын Кантемира, а брат последнего Гадлей-мурза был взят в плен.
В 1635 году османский султан Мурад IV отстранил от престола Джанибека Герая и назначил новым крымским ханом Инаета Герая (1635—1637).
Вскоре же Инает Герай отказался участвовать в турецкой войне с Персией и поднял восстание против османского владычества. Кантемир-мурза, как и в прежние времена, отказался поддержать крымского хана в его борьбе с Османской империей. Кантемир настоятельно просил султана Мурада IV отстранить от власти Инаета Герая и назначить нового хана. Весной 1637 года Инает Герай, собрав большое войско и соединившись с вспомогательным отрядом запорожских казаков, совершил карательный поход на Буджацкую орду. Кантемир-мурза потерпел поражение от превосходящих сил крымского хана, и вместе с семьей бежал в турецкие владения.
Крымцы опустошили буджацкие улусы, захватив семьи и имущество бежавших мурз.
Ногайские мурзы Урак-мурза (известный в России как Пётр Урусов) и Салмаша-мурза, зять и брат Кантемира, притворно перешли на сторону Инает Герая — и вскоре организовали заговор против ханских братьев. Близ устья Днепра ногайцы вероломно напали и умертвили калгу Хусама Герая и нурэддина Саадета Герая.
В июне 1637 года султан Мурад IV отстранил от престола Инаета Герая и назначил новым крымским ханом Бахадыра I Герая (1637—1641). А бунтовщик Инает Герай и «верноподданный» Кантемир-мурза были вызваны в Стамбул — где оба были удавлены по распоряжению султана!.
Согласно последним историко-генеалогическим изысканиям, знаменитый в XVII—XVIII веках молдавский господарский род Кантемиров, происходит от Кантемир-мурзы. Основатель молдавского рода Кантемиров, Константин Кантемир, — сын Кантемир-мурзы, бежавший в Польшу и принявший христианство после убийства турками своего отца. Не противоречит этому и мнение, что господарский род Кантемиров восходит к крещенному крымскому татарину (так иногда называли причерноморских ногайцев).

### Комментарии
1. ↑  Пояснения К. Усейнова: «КАНТЕМИР. Из рода Мансура, потомка знаменитого узурпатора золото- ордынского престола Эдиге-бея (Едигея). Их матерью, согласно эпической поэме, была первая жена Эдиге, дочь знаменитого Тимура (Тамерлана). Отсюда фамилия Кантемир (Qantemir). Одна их ветвь жила в Крыму, другая в Молдавии. Молдавская ветвь Кантемиров приняла христианство. Дмитрий Константинович Кантемир (1673—1723), молдавский господарь, ученый, писатель и политический деятель. Участник Прутского похода, с 1711 г. в России, советник Петра I, князь. Участник Персидского похода 1722—1723 гг. Труды по истории и географии Молдавии, Османской империи и др. Его сын Антиох Дмитриевич Кантемир (1708—1744), князь, родоначальник русской литературы»[22].